# Кіпп Марія Юріївна
Марія Юріївна Кіпп (20 серпня 1906, волость Імавере Феллінського повіту Ліфляндської губернії, тепер повіту Вільяндімаа, Естонія — ?) — радянська естонська діячка, селянка, сільська уповноважена волості Сяревере Ярваського повіту Естонської РСР. Депутат Верховної Ради СРСР 2-го скликання.

## Життєпис
Народилася в родині наймита. Через рік родина переселилася у волость Сяревере Ярвамаського повіту та орендувала у мяекюльського поміщика невелику ділянку землі.
Марія чотири роки навчалася в початковій сільській школі, потім наймитувала в поміщиків. Вийшла заміж, разом із чоловіком працювала на сезонних роботах.
Після окупації Естонії радянськими військами в 1940 році отримала у власність 13,5 гектарів землі. Під час німецько-радянської війни чоловіка Марії Кіпп заарештували органи поліції і розстріляли за прорадянську діяльність. Марія Кіпп наймитувала на хуторі і виховувала трьох дітей. 
У 1944 році, після повернення радянської влади, селянка знову отримала у власність 14,85 гектарів землі, коня і корову.
З 20 червня 1945 року — сільська уповноважена села Тайксе волості Сяревере (нині волость Тюрі) Ярваського повіту Естонської РСР, безпартійна.
Подальша доля невідома.